# Ода Франконская
Ода (также Ота или Ута; ок. 874 — между 899 и 903) — королева Восточно-Франкского королевства, супруга Арнульфа Каринтийского. Мать Людовика IV Дитяти.

## Биография
Традиционно считается, что отцом Оды был Беренгар, граф Гессенгау. Таким образом она принадлежит к роду Конрадинов. Тем не менее, доказательств этому не существует.
В 888 году в возрасте около шестнадцати лет Ода вышла замуж за Арнульфа Каринтийского, который был королём Восточно-Франкского королевства. Нет никаких свидетельств того, что Ода была коронована. Если Ода была из дома Конрадинов, то благодаря браку Арнульф получал поддержку Баварии и Лотарингии.
Первые несколько лет их брака у пары не было детей. Поэтому Арнульф попросил на императорском Собрании в Форхайме, чтобы наследниками были признаны два его внебрачных сына, Цвентибольд и Ратольд, рождённые от разных матерей. Однако в 893 году Ода родила законного наследника Арнульфа, Людовика.
Имя Оды фигурирует в документах её мужа в начале и в конце его правления, в связи с привилегиями для Кремсмюнстерского аббатства и монастыря Альтэттинг, а также для епископства Вормса и Фрайзинга.
Согласно «Фульдским анналам» в июне 899 года Ода была обвинена в супружеской измене. Ода защищала себя на собрании в Регенсбурге и оправдалась благодаря 72 свидетелям, которые клятвенно подтвердили её невиновность. Арнульф был болен, когда было выдвинуто это обвинение. Возможно обвинение в супружеской измене было выдвинуто именно из-за болезни Арнульфа.
Арнульф умер в конце 899 года. Сын Ода, шестилетний Людовик, стал королём после смерти отца, но Ода не стала его регентом. Его регентами стали архиепископ Майнца Гаттон I, епископ Аугсбурга Адальберо и нескольких влиятельных дворян. После этого Ода исчезла из истории. Предположительно она умерла к 903 году; она завещала свою собственность церкви.
Она была похоронена в аббатстве Святого Эммерама.